# Арнак
Арна́к (фр. и окс. Arnac) — коммуна во Франции, находится в регионе Овернь. Департамент — Канталь. Входит в состав кантона Ларокбру. Округ коммуны — Орийак.
Код INSEE коммуны — 15011.
Коммуна расположена приблизительно в 430 км к югу от Парижа, в 105 км юго-западнее Клермон-Феррана, в 22 км к северо-западу от Орийака.

## Население
Население коммуны на 2008 год составляло 150 человек.
| 1962 | 1968 | 1975 | 1982 | 1990 | 1999 | 2008 |
| ---- | ---- | ---- | ---- | ---- | ---- | ---- |
| 289  | 305  | 276  | 209  | 203  | 173  | 150  |

## Экономика
В 2007 году среди 77 человек в трудоспособном возрасте (15—64 лет) 61 были экономически активными, 16 — неактивными (показатель активности — 79,2 %, в 1999 году было 59,0 %). Из 61 активных работали 59 человек (35 мужчин и 24 женщины), безработных было 2 (1 мужчина и 1 женщина). Среди 16 неактивных 3 человека были учениками или студентами, 7 — пенсионерами, 6 были неактивными по другим причинам.

## Фотогалерея

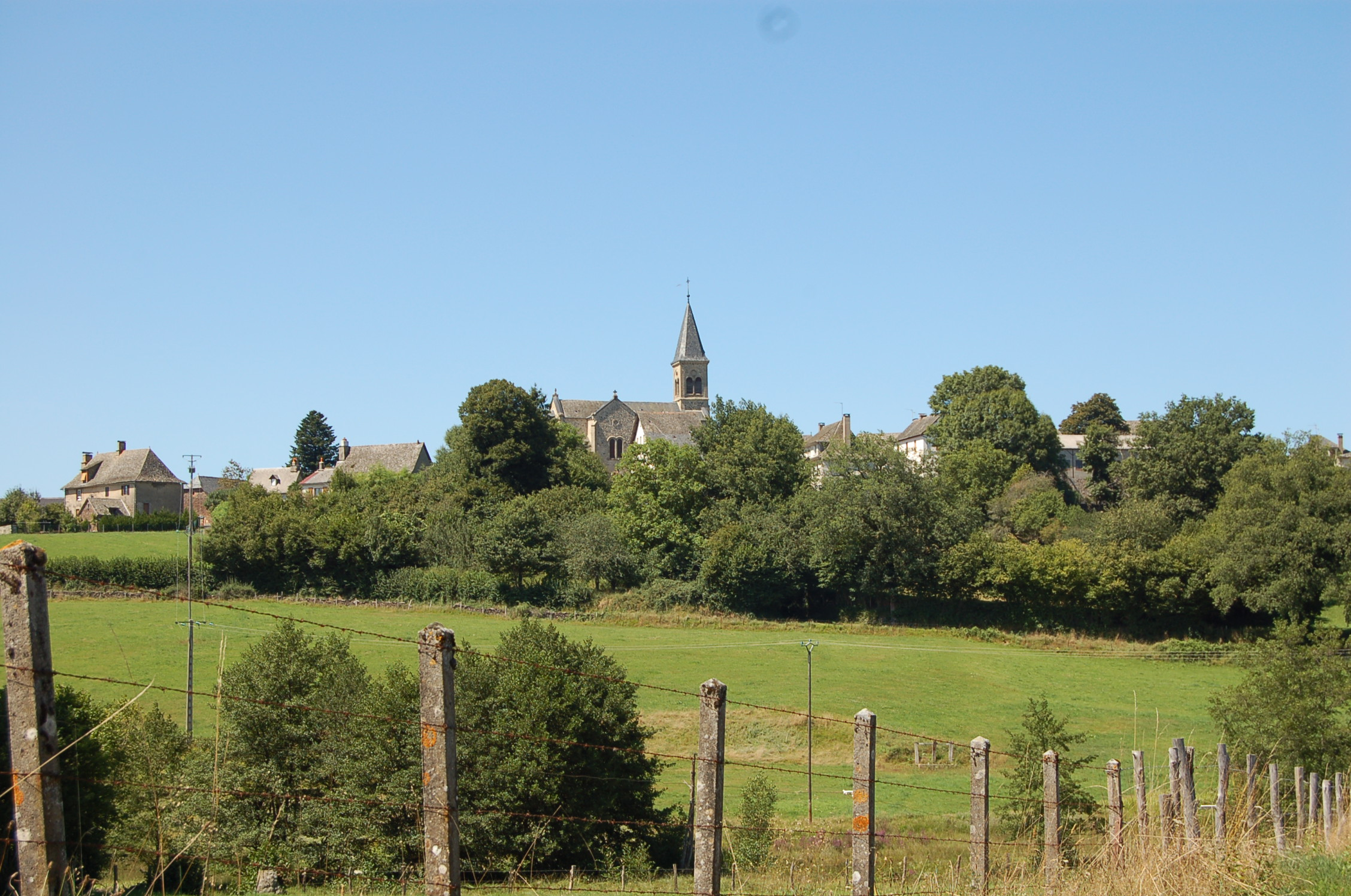
Арнак
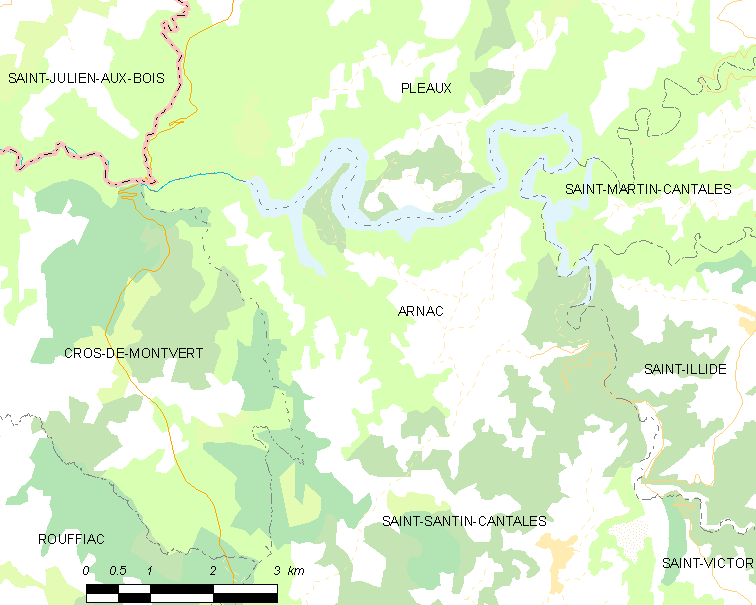
Карта коммуны